# Бристольский византизм
Бристольский византизм (англ. Bristol Byzantine) — ответвление неовизантийского стиля, часть популярного в XIX веке историзма, распространённое в Бристоле (Великобритания) в 1850—1880 годах.
Многие здания в этом стиле разрушены или снесены, но среди примечательных примеров есть Колстон Холл, Амбар, Каретная мастерская и несколько зданий на улице Виктория. Сохранилось также несколько складов в гавани, в том числе современная художественная галерея Арнольфини, Склад Кларксов, Фабрика Св. Винсента и Вулл Холл.

## Стиль
Бристольский византизм возник под влиянием византийской и мавританской архитектур и использовался при строительстве промышленных зданий (склады и фабрики).
Стиль отличается простым планом, грубыми материалами и разноцветным кирпичом: красный, жёлтый, чёрный и белый. На первом этаже оформлены арочные проходы, а верхние этажи объединены горизонтальными или вертикальными группами оконных проёмов.
Первым зданием в стиле бристольского византизма по проекту Ричарда Шаклтон Поупа было Буш-Хаус (современный музей Арнольфини) — чайный склад в Плавучей гавани в центре Бристоля. Здание в три этажа с каменным цоколем и прямоугольными окнами, обрамлёнными высокими полукруглыми арками, и небольшим чердаком.
Термин «Бристольский византизм» предложен сэром Джоном Саммерсоном.

## Архитекторы
- Р. Милвертон Дрейк
- Джон Фостер
- Уильям Брюс Джинджелл[англ.]
- Эдвард Уильям Гудвин
- Уильям Венн Гоф[англ.]
- Джон Генри Хёрст
- Томас Ройс Лайсат[англ.]
- Арчибальд Понтон
- Ричард Шаклтон Поуп[англ.]

## Примеры зданий

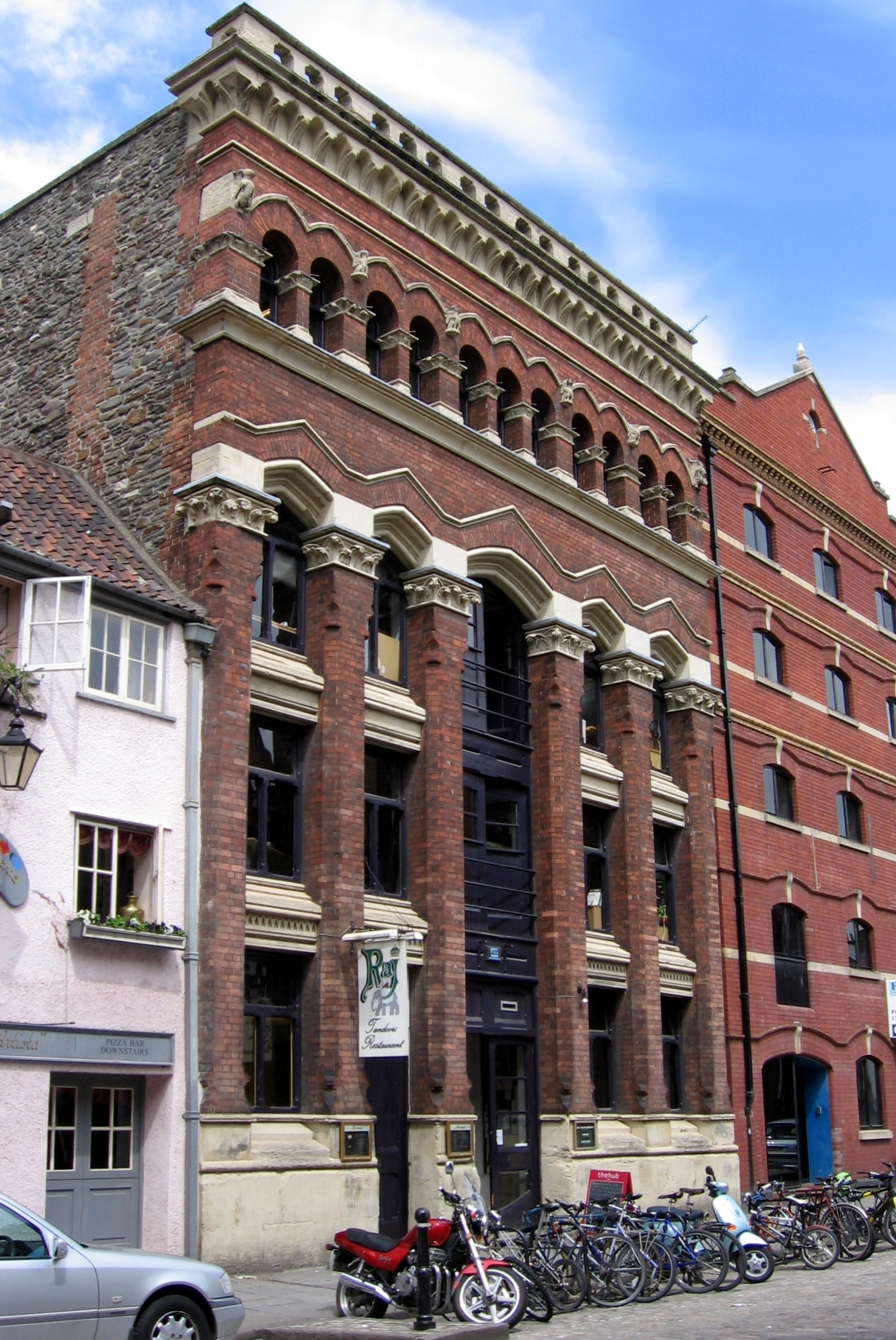
Здание на Кинг Стрит, 35[англ.], ок. 1870
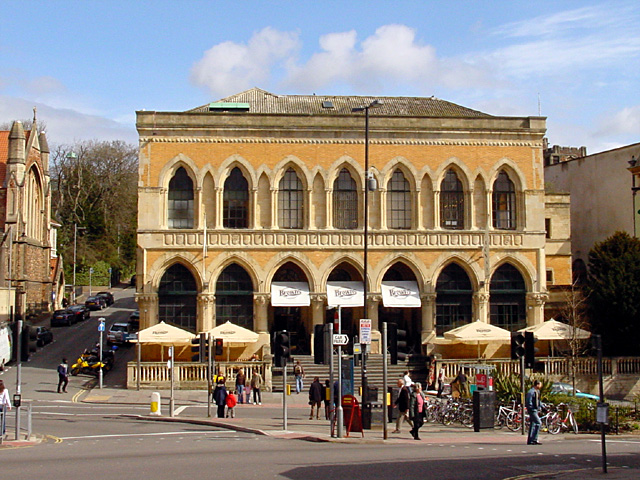
Ресторан Брауна[англ.], 1871
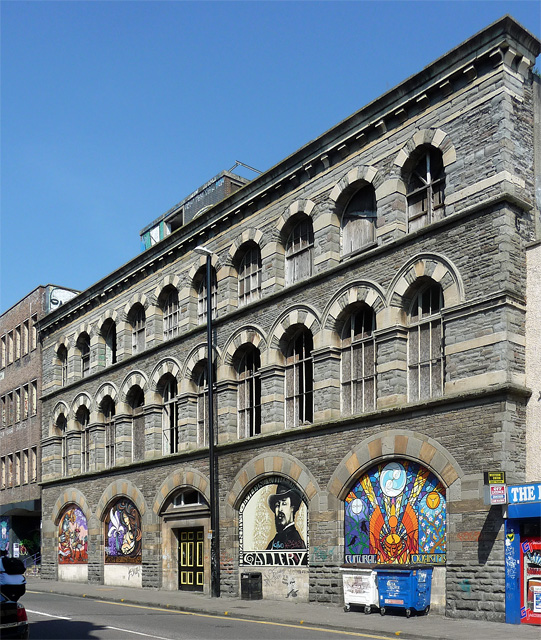
Каретная мастерская, 1862
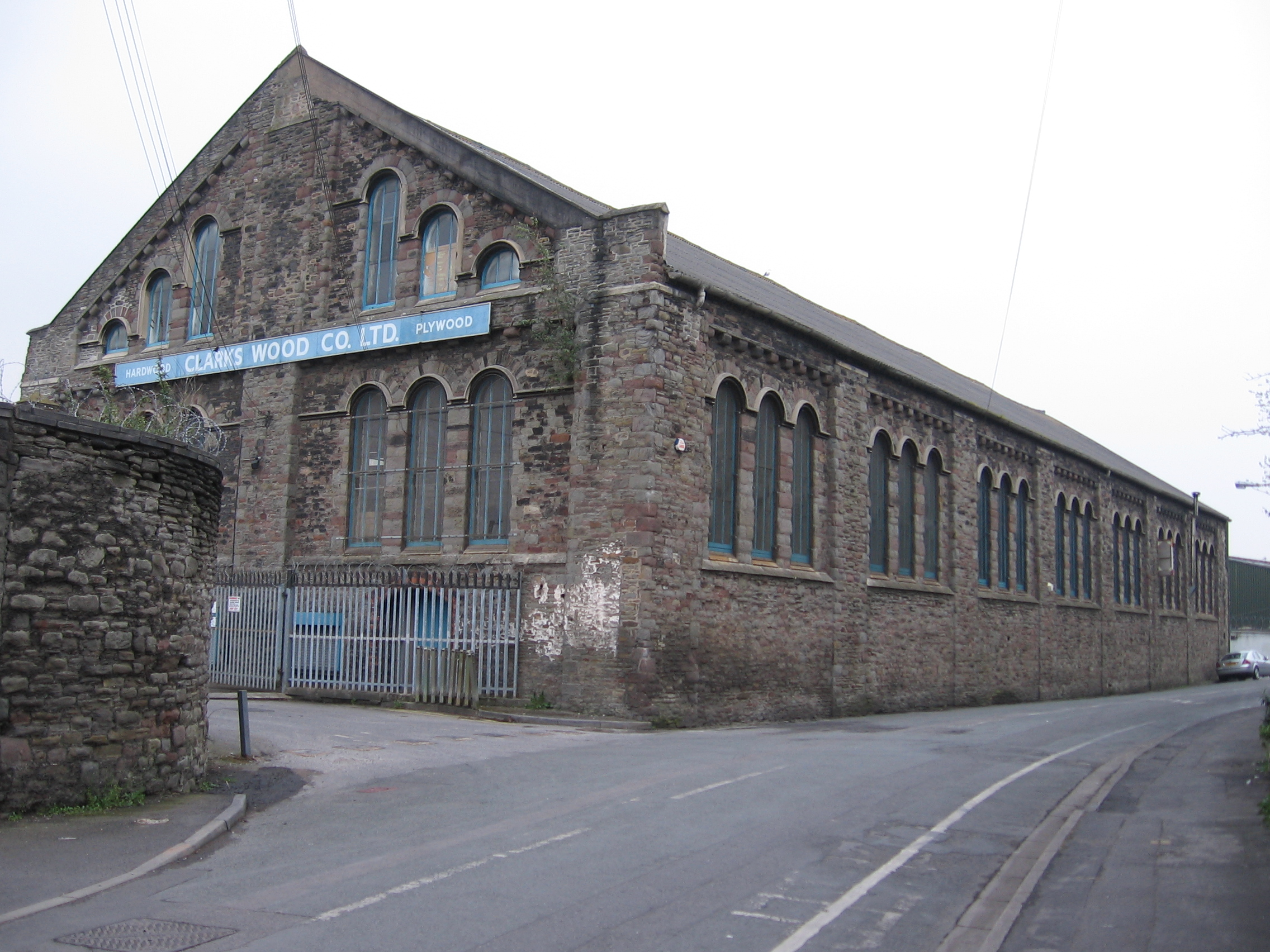
Склад Кларксов, 1863
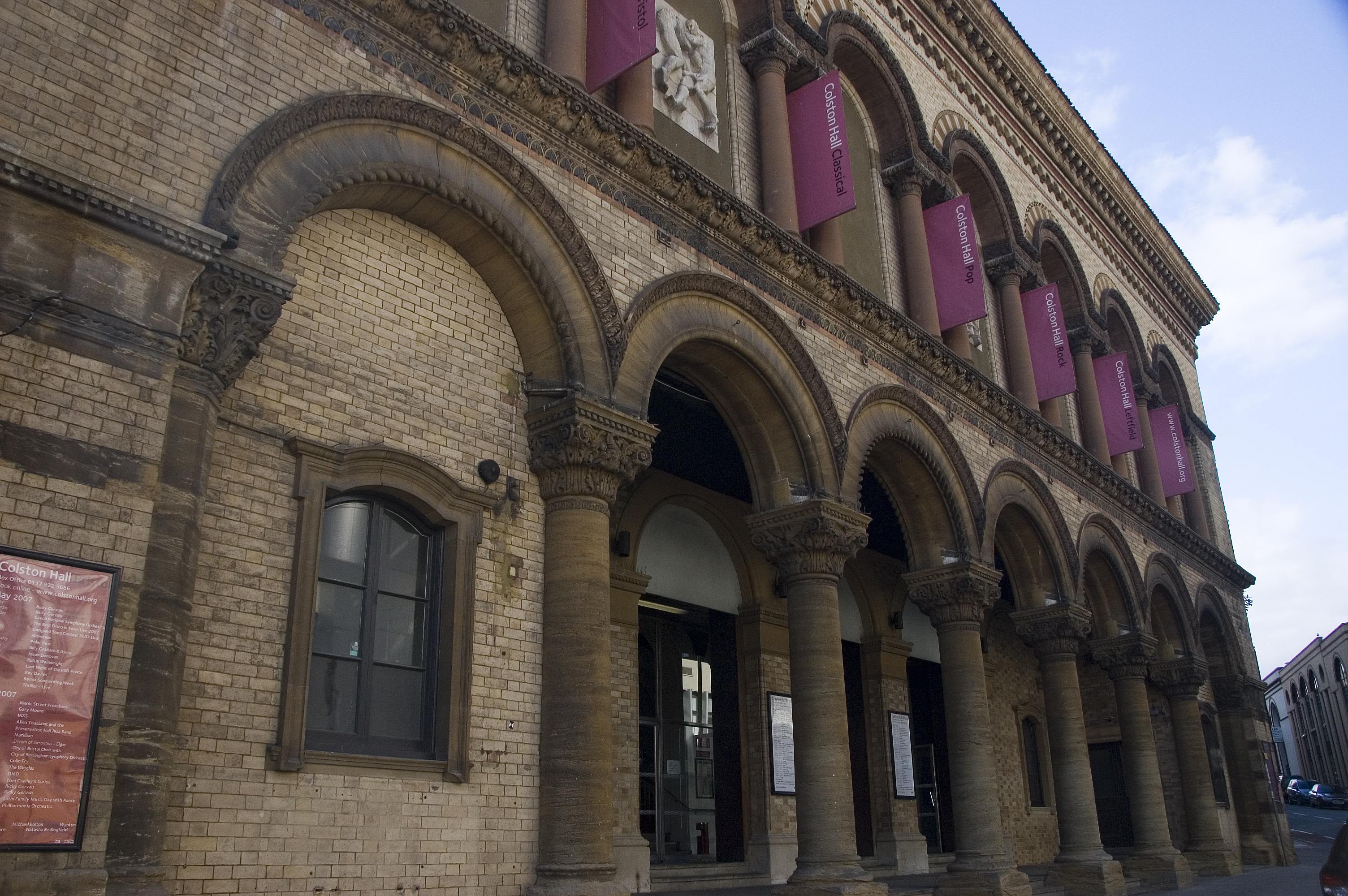
Колстон Холл, 1860-е
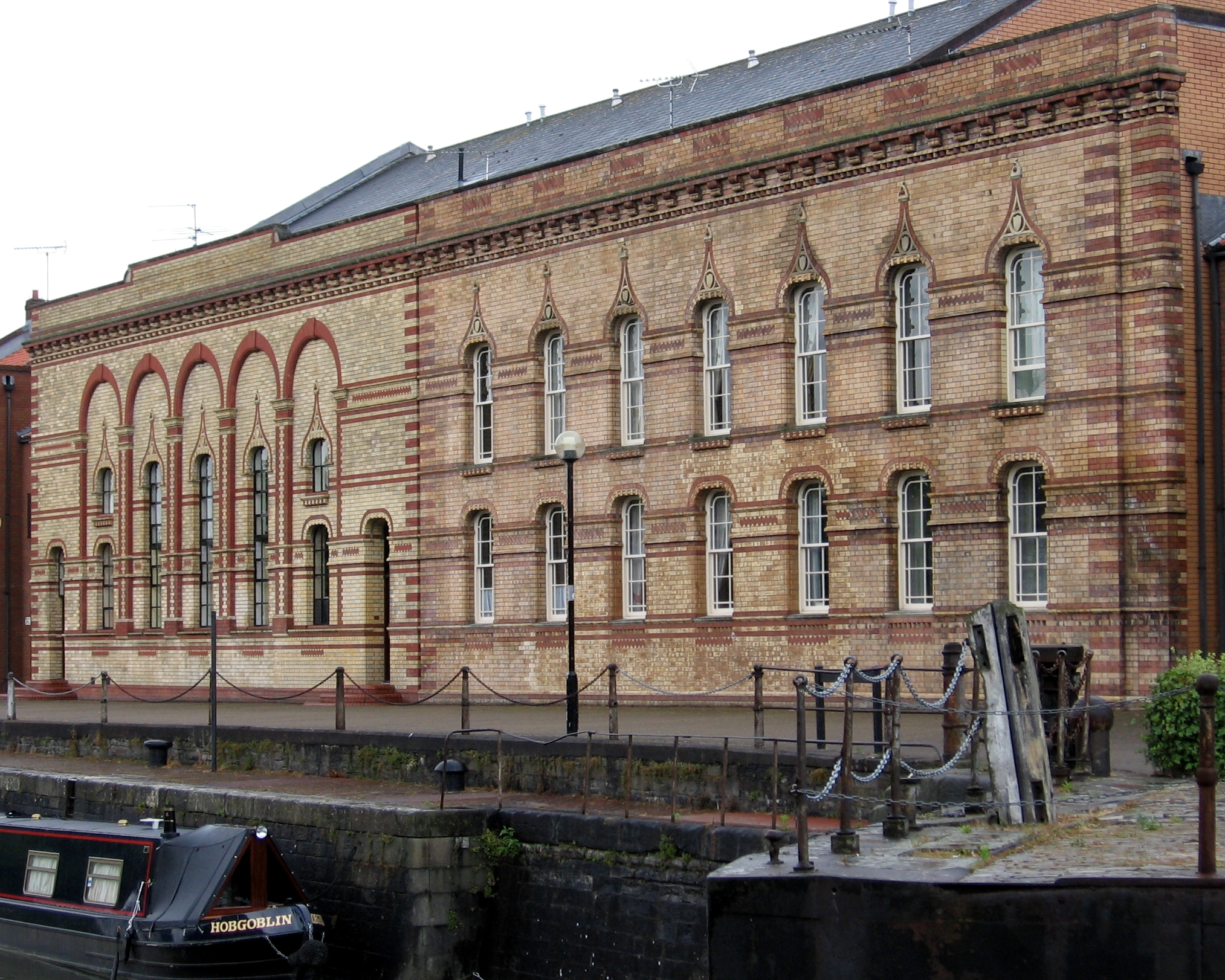
Склад Робинсона[англ.], 1874